# Madonna di Pasadena
La Madonna di Pasadena è un dipinto a olio su tavola (55x40 cm) di Raffaello Sanzio, databile al 1503 circa e conservato nel Norton Simon Museum of Art di Pasadena.

## Descrizione e stile
La Madonna è del tipo "leggente" e presenta numerose affinità con altre madonne della gioventù di Raffaello, derivate da prototipi di Perugino, come la Madonna Solly e la Madonna Connestabile. Rispetto alla prima mostra una certa maturazione dello stile, con fisionomie più dolci, movimenti più sciolti e un migliore inserimento della figura nel paesaggio.
Maria seduta è ritratta mezza figura col bambino in grembo. A metà del dipinto una linea, probabilmente di un parapetto, lascia spazio in alto per un paesaggio lacustre, con un castello, colline e alberelli.
L'opera mostra un'austera semplicità, e la cromia rivela quello splendore e quella profondità di chiaroscuro imputabile a Raffaello giovane.